# Бизнес цикъл
Терминът бизнес цикъл (или икономически цикъл) се отнася до всеобхватните флуктуации в производството или икономическата активност, продължаващи няколко месеца или години. Тези флуктуации се появяват на фона на дълъг период на растеж и обикновено се състоят от рязък преход между период на относително бързо икономическо развитие (експанзия или бум) и период на относителна стагнация или намаление (свиване или рецесия).